# معهد جامعة ولاية نيويورك للعلوم التطبيقية
معهد جامعة نيويورك للعلوم التطبيقية ( SUNY Polytechnic Institute or SUNY Poly  ) هي جامعة عامة مع حرم جامعي في مدينة مارسي في منطقة عاصمة ولاية نيويورك يوتيكا - روما وألباني ، نيويورك . وهي جزء من نظام جامعة ولاية نيويورك (SUNY). تأسست في عام 1966 باستخدام الفصول الدراسية ،  أصبحت جامعة ولاية نيويورك العلوم التطبيقية هي كلية البوليتكنيك العامة في نيويورك. يحتوي حرم Marcy ، الذي كان سابقًا معهد جامعة ولاية نيويورك للتكنولوجيا ، على عنوان بريد Utica ، New York وتم تأسيسه في عام 1987. كان حرم ألباني سابقًا أحد مكونات الجامعة في ألباني ، وتم إنشاؤه في يناير 2003.
جامعة ولاية نيويورك معتمدة من قبل لجنة الولايات الوسطى للتعليم العالي . تقدم الجامعة أكثر من 25 درجة البكالوريوس و 18 درجة على مستوى الدراسات العليا وخمس درجات دكتوراه في خمس كليات مختلفة. تضم طلاب من جميع أنحاء ولاية نيويورك و جميع أنحاء الولايات المتحدة ، وأكثر من عشرين دولة أخرى ، مع أكثر من 25000 خريج.

## روابط خارجية
- الموقع الرسمي